# Корниенко, Василий Фёдорович
Василий Федорович Корниенко (9 февраля 1925, Петропавловск — 5 октября 1994) — советский актёр. Народный артист Казахской ССР (1979).

## Биография
Родился в 1925 году в Петропавловске.
Участник Великой Отечественной войны. На фронте с 1942 по 1945. Ефрейтор, связист-радист 464-го зенитного артполка 43-й зенитной артиллерийской дивизии РГК. Дважды был ранен. Участвовал в Штурме Берлина. После окончания войны участвовал в ликвидации банд бандеревцев.
В послевоенные годы работал в учреждениях культуры, артистом в Усть-Каменогорском областном театре, Семипалатинском областном театре.
С 1972 года — одним из ведущих артистов Карагандинского областного русского театра драмы.
Среди лучших ролей: Белугин, Николай, Вожеватов, Несчастливцев, Бессудный («Женитьба Белугина», «Поздняя любовь», «Бесприданница», «Лес» и «На бойком месте» А. Н. Островского), Крутов («Долги наши» Э. Я. Володарского), Акан («Черное ожерелье», по Ш. Муртаза), Карабай («Козы Корпеш — Баян сулу» Г. Мусрепова), Ванюшин («Дети Ванюшина» С. А. Найденова), Егор Булычев («Егор Булычев и другие» М.Горького), Засыпкин («На золотом дне» Д. Н. Мамина-Сибиряка), Бороздин («Вечно живые», но М. А. Шолохову) и др.

## Награды и звания
Боевые награды:
- Орден Отечественной войны 2 степени
- Медаль «За боевые заслуги»
- Медаль «За победу над Германией»

Трудовые награды:
- Медаль «За трудовое отличие»
- Медаль «За освоение целинных земель»

Звания:
- Заслуженный артист Казахской ССР (1971)
- Народный артист Казахской ССР (1979)